# Burty Molia
Burty James Molia (* 25. Juni 1976) ist ein Badmintonspieler von den Fidschi-Inseln. Filivai Molia ist sein Cousin.

## Karriere
Burty Molia gewann bei den Fiji International von 2001 bis 2007 sieben Titel. 2003 war er bei den Pazifikspielen erfolgreich, wo er sich 2007 und 2011 weitere Medaillen erkämpfen konnte. 1998 und 2006 nahm er an den Commonwealth Games teil.

## Sportliche Erfolge
| Saison | Veranstaltung      | Disziplin    | Platz | Name                                |
| ------ | ------------------ | ------------ | ----- | ----------------------------------- |
| 1997   | Fiji International | Herrendoppel | 1     | Ryan Fong / Burty James Molia       |
| 2001   | Fiji International | Mixed        | 1     | Burty James Molia / Karyn Whiteside |
| 2001   | Fiji International | Herrendoppel | 1     | Burty James Molia / Filivai Molia   |
| 2001   | Fiji International | Herreneinzel | 1     | Burty James Molia                   |
| 2002   | Fiji International | Mixed        | 1     | Burty James Molia / Karyn Whiteside |
| 2002   | Fiji International | Herrendoppel | 1     | Burty James Molia / Filivai Molia   |
| 2003   | Pazifikspiele      | Mixed        | 1     | Burty James Molia / Karyn Whiteside |
| 2003   | Fiji International | Herrendoppel | 1     | Burty James Molia / Filivai Molia   |
| 2007   | Fiji International | Herrendoppel | 1     | Ryan Fong / Burty Molia             |